# Olympische Sommerspiele 1972/Schwimmen – 100 m Rücken (Männer)
Der Schwimmwettkampf über 100 Meter Rücken der Männer bei den Olympischen Spielen 1972 in München wurde am 28. und 29. August ausgetragen.

## Ergebnisse

### Vorläufe

#### Vorlauf 1
| Rang | Athlet               | Nation         | Zeit (min) | Anm. |
| ---- | -------------------- | -------------- | ---------- | ---- |
| 1    | Igor Griwennikow     | Sowjetunion    | 1:00,05    | Q    |
| 2    | Zoltán Verrasztó     | Ungarn         | 1:01,13    |      |
| 3    | Clay Evans           | Kanada         | 1:01,69    |      |
| 4    | Rômulo Arantes Filho | Brasilien      | 1:03,18    |      |
| 5    | Hsu Tung-hsiung      | Republik China | 1:03,31    |      |
| 6    | Sergio Hasbún        | El Salvador    | 1:06,53    |      |
| 7    | Sarun Van            | Kambodscha     | 1:07,26    |      |

#### Vorlauf 2
| Rang | Athlet                  | Nation      | Zeit (min) | Anm. |
| ---- | ----------------------- | ----------- | ---------- | ---- |
| 1    | Bob Schoutsen           | Niederlande | 1:00,76    | Q    |
| 2    | Lars Børgesen           | Dänemark    | 1:01,23    |      |
| 3    | László Cseh             | Ungarn      | 1:01,63    |      |
| 4    | José Joaquín Santibáñez | Mexiko      | 1:02,46    |      |
| 5    | Predrag Miloš           | Jugoslawien | 1:03,02    |      |
| 6    | Gustavo González        | Argentinien | 1:04,16    |      |
| 7    | Gerardo Rosario         | Philippinen | 1:06,85    |      |

#### Vorlauf 3
| Rang | Athlet          | Nation             | Zeit (min) | Anm. |
| ---- | --------------- | ------------------ | ---------- | ---- |
| 1    | John Murphy     | Vereinigte Staaten | 0:59,93    | Q    |
| 2    | Ejvind Pedersen | Dänemark           | 1:00,83    | Q    |
| 3    | Tadashi Honda   | Japan              | 1:00,89    | Q    |
| 4    | Ian MacKenzie   | Kanada             | 1:01,11    | Q    |
| 5    | Helmut Podolan  | Österreich         | 1:01,49    |      |
| 6    | Piotr Dłucik    | Polen              | 1:01,94    |      |
| 7    | Andreas Weber   | BR Deutschland     | 1:02,49    |      |

#### Vorlauf 4
| Rang | Athlet           | Nation             | Zeit (min) | Anm. |
| ---- | ---------------- | ------------------ | ---------- | ---- |
| 1    | Michael Stamm    | Vereinigte Staaten | 0:58,63    | Q    |
| 2    | Lutz Wanja       | DDR                | 1:00,62    | Q    |
| 3    | Pierre Baehr     | Frankreich         | 1:01,13    |      |
| 4    | Colin Cunningham | Großbritannien     | 1:01,28    |      |
| 5    | Anders Sandberg  | Schweden           | 1:01,41    |      |
| 6    | Neil Martin      | Australien         | 1:05,13    |      |

#### Vorlauf 5
| Rang | Athlet        | Nation             | Zeit (min) | Anm. |
| ---- | ------------- | ------------------ | ---------- | ---- |
| 1    | Mitch Ivey    | Vereinigte Staaten | 0:58,15    | Q    |
| 2    | Erik Fish     | Kanada             | 1:00,81    | Q    |
| 3    | Nenad Miloš   | Jugoslawien        | 1:00,94    | Q    |
| 4    | Clive Rushton | Großbritannien     | 1:01,07    | Q    |
| 5    | Mark Crocker  | Hongkong           | 1:11,20    |      |

#### Vorlauf 6
| Rang | Athlet                  | Nation         | Zeit (min) | Anm. |
| ---- | ----------------------- | -------------- | ---------- | ---- |
| 1    | Roland Matthes          | DDR            | 1:00,01    | Q    |
| 2    | Jürgen Krüger           | DDR            | 1:00,65    | Q    |
| 3    | Jean-Paul Berjeau       | Frankreich     | 1:00,83    | Q    |
| 4    | Michael Richards        | Großbritannien | 1:01,03    | Q    |
| 5    | Róbert Rudolf           | Ungarn         | 1:02,34    |      |
| 6    | Amin Ahmed Adel Youssef | Ägypten        | 1:04,40    |      |
| 7    | Chiang Jin Choon        | Malaysia       | 1:07,65    |      |

### Halbfinale

#### Halbfinale 1
| Rang | Athlet            | Nation             | Zeit (min) | Anm. |
| ---- | ----------------- | ------------------ | ---------- | ---- |
| 1    | Roland Matthes    | DDR                | 0:58,44    | Q    |
| 2    | Michael Stamm     | Vereinigte Staaten | 0:58,74    | Q    |
| 3    | Lutz Wanja        | DDR                | 0:59,83    | Q    |
| 4    | Tadashi Honda     | Japan              | 1:00,43    | Q    |
| 5    | Bob Schoutsen     | Niederlande        | 1:00,48    |      |
| 6    | Jean-Paul Berjeau | Frankreich         | 1:00,59    |      |
| 7    | Ian MacKenzie     | Kanada             | 1:00,92    |      |
| 8    | Michael Richards  | Großbritannien     | 1:01,27    |      |

#### Halbfinale 2
| Rang | Athlet           | Nation             | Zeit (min) | Anm.  |
| ---- | ---------------- | ------------------ | ---------- | ----- |
| 1    | Mitch Ivey       | Vereinigte Staaten | 0:57,99    | OR, Q |
| 2    | John Murphy      | Vereinigte Staaten | 0:58,64    | Q     |
| 3    | Igor Griwennikow | Sowjetunion        | 0:59,15    | Q     |
| 4    | Jürgen Krüger    | DDR                | 1:00,06    | Q     |
| 5    | Ejvind Pedersen  | Dänemark           | 1:00,53    |       |
| 6    | Erik Fish        | Kanada             | 1:00,73    |       |
| 7    | Clive Rushton    | Großbritannien     | 1:01,25    |       |
| 8    | Nenad Miloš      | Jugoslawien        | 1:01,29    |       |

### Finale
| Rang | Athlet           | Nation             | Zeit (min) | Anm. |
| ---- | ---------------- | ------------------ | ---------- | ---- |
| 1    | Roland Matthes   | DDR                | 0:56,58    | OR   |
| 2    | Michael Stamm    | Vereinigte Staaten | 0:57,70    |      |
| 3    | John Murphy      | Vereinigte Staaten | 0:58,35    |      |
| 4    | Mitch Ivey       | Vereinigte Staaten | 0:58,48    |      |
| 5    | Igor Griwennikow | Sowjetunion        | 0:59,50    |      |
| 6    | Lutz Wanja       | DDR                | 0:59,80    |      |
| 7    | Jürgen Krüger    | DDR                | 0:59,80    |      |
| 8    | Tadashi Honda    | Japan              | 1:00,41    |      |